# Etxabarri (patronyme)
Pour les articles homonymes, voir Etxabarri et Chavarria.
Etxabarri et Etxabarria sont des patronymes d'origine basque qui signifient « (la) maison neuve ».
La graphie académique actuelle Etxabarri  et Etxabarria ainsi que les graphies traditionnelles Chavarri, Chabarri, Echabarri, Echavarri, Chavarria , Chabarria, Chavarría, Echabarria et Echavarria ont la même racine.